# Elemack
Sur un tournage, l’Elemack est un type de dolly, de la marque italienne du même nom. Il s'agit d'un support de caméra sur roues ou rails, permettant le déplacement sur un sol uniforme et facilitant l'élévation et la descente de la caméra, en dehors de la prise de vues. Ce dernier point fait parfois distinguer dans la terminologie francophone la dolly, permettant de changer de hauteur de la caméra pendant le plan, de l'Elemack.
Développé pour le film Ben-Hur à la fin des années 1950, il devient dès son introduction très populaire dans les équipes de tournage, qui apprécient cet appareil compact solide et maniable.
Les concepteurs de l'Elemack, Sante et Salvatore Zelli, ont été récompensés à deux reprises d'un oscar technique, en 1975 et 1983.

## Source
1. ↑  François Reumont, Le Guide machinerie de la prise de vues cinéma, éditions Dujarric, 2004, p. 131.